# Демирханов, Арэг Саркисович
Арэ́г (Аре́г) Сарки́сович Демирха́нов (21 июня 1932, Новосибирск — 11 сентября 2020, Красноярск,  Россия) – советский и российский архитектор, общественный деятель и поэт, специалист по градостроительству, объёмному проектированию и дизайну городской среды.
Профессор, член-корреспондент Российской академии художеств, член-корреспондент Российской академии архитектуры и строительных наук.
Заслуженный архитектор РСФСР (1977), Народный архитектор Российской Федерации (2002), Почётный гражданин Красноярска (1995).
Член Союза архитекторов России.

## Биография
Родился 21 июня 1932 года в Новосибирске Мать — Александра Константиновна Коротких, русская, работала партийным работником. Отец — тбилисский армянин, работал журналистом.
Во время Великой Отечественной войны отец воевал на Кавказе, а мать вместе с Арэгом направлялась в места боевых действий под Орлом и в Молдавии. По воспоминаниям Демирханова ему приходилось «и санитарные поезда мыть, и на полях урожай собирать», поскольку «выживать надо было». Поэтому к своим годам он всегда мысленно добавляет «сотню лет, потому что в период с 1941 года по 1950 — Арэга Саркисовича могло не быть в любой день».
В 1956 году окончил Новосибирский инженерно-строительный институт имени В. В. Куйбышева по специальности «архитектура». Свой выбор он объяснял следующими словами: «К моменту моего выхода во взрослую жизнь большая часть страны и самая её лучшая культурная часть лежала в руинах, поэтому строительство было самым престижным, востребованным искусством, ремеслом того времени. Так что выбор я сделал осознанно, тем более в детстве неплохо рисовал».
В 1956—1961 годы — старший архитектор, затем главный архитектор проектов КО ГПИ Горстройпроекта  Красноярска.
С 1957 года — член Союза архитекторов СССР/России.
В 1961—1963 годы — главный архитектор проекта, руководитель мастерской № 1 архитектурно-строительного отдела КО ГПИ Горстройпроект  Красноярска.
В 1963—1965 годы — начальник архитектурного сектора Хабаровскгражданпроекта г. Комсомольск-на-Амуре.
С 1964 года жил и работал в Красноярске.
С 1965 года — главный архитектор архитектурно-строительного отдела № 2, затем главный архитектор Красноярского Промстройниипроект.
В 1965—1996 годы — член правления Красноярской организации Союза архитекторов СССР/России.
С 1967 года главный архитектор архитектурной мастерской № 2, затем начальник архитектурной мастерской № 7 Красноярскгражданппроекта.
В 1976 году — участник республиканских, зональных, всесоюзных выставок.
В 1981—1986 годы — заместитель директора по архитектуре — главный архитектор института «Красноярскгражданпроект».
С 1988 года — член-корреспондент Российской академии художеств.
С 1992 года — член президиума Российского фонда культуры.
В 1992—1993 годы — начальник управления — главный архитектор края Красноярского краевого управления по делам строительства и архитектуры.
С 1993 года — профессор кафедры «Скульптура» Красноярского государственного художественного института.
В 1994 году создал и возглавил персональную творческую архитектурную мастерскую ООО «Творческая мастерская архитектора Демирханова».
С 1994 года — член-корреспондент Российской академии архитектуры и строительных наук.
В 1998 году присвоено учёное звание профессора.
С 2008 года — профессор кафедры «Архитектурное проектирование» (ранее — «Градостроительство») Института архитектуры и дизайна Сибирского федерального университета.
С 2009 года — член Красноярского совета по рекламе.
В 2012 году перенёс операцию на безымянных пальцах обеих рук из-за контрактуры Дюпюитрена. В марте 2017 года во время прогулки по любимой набережной реки Качи потерял сознание и продолжительное время пролежал на морозе, из-за чего получил обморожение рук, в дальнейшем повлекшее ампутацию верхних фаланг на шести пальцах, а семья архитектора чтобы оплатить лечение и реабилитацию была вынуждена выставить на продажу его градостроительные планшеты, картины, рисунки, чертежи и эскизы. В начале мае того же года Демирханов был выписан из больницы для восстановления в домашних условиях. После выздоровления намеревался участвовать в обустройстве набережных Енисея предложив свой план реконструкции с размещением детских игровых площадок, а также зон отдыха для родителей, молодёжи и людей пожилого возраста.
Скончался 11 сентября 2020 года в Красноярске после продолжительной болезни. Похоронен в Красноярске на Аллее славы Бадалыкского кладбища.

## Семья
- Жена — Тамара Ивановна (прожили вместе 40 лет),
- Дочь — Каринэ[4],
- Внук — Давид Демирханов, художник-график[15][16].

## Архитектурно-проектная деятельность
За всю свою жизнь А. С. Демирханов в качестве главного архитектора принимал участие в более чем в ста проектах в различных городах страны и, например, облик современного Красноярска во многом является его заслугой.
планировка населённых пунктов
В 1961—1963 годы им была предложена схема планировки Игарки. В 1960—1962 годы создан проект детальной планировки жилого посёлка Якутского промышленного комплекса. В 1961—1963 годы совместно С. В. Дум разработан проект детальной планировки центра Кызыла. А в 1961—1963 годы такой же проект жилого района в Абакане. В 1956—1958 годы совместно с Б. С. Нелюбиным и С. Тимофеевым предложен генеральный план Амурска. В 1967—1978 годы руководил авторским коллективом, разрабатывавшим проект застройки и благоустройство площади имени 350-летия Красноярска вблизи здания городской администрации и гостиницы «Красноярск». В 1967 году совместно с А. С. Брусяниным и К. Ф. Неустроевым предложил градостроительную концепцию застройки и благоустройства площади имени 350-летия Красноярска.
проекты и планировка гражданских зданий
В 1967—1978 годы вместе К. Ф. Неустроевым подготовил проект гостиницы «Красноярск» на 530 мест. В 1967—1976 годы в соавторстве А. С. Брусяниным спроектировал здание городской администрации Красноярска и Красноярского краевого совета ВЦСПС. В 1969—1985 годы разработал с Л. Л. Францевым здание управления Енисейского речного пароходства (ЕнУРП).

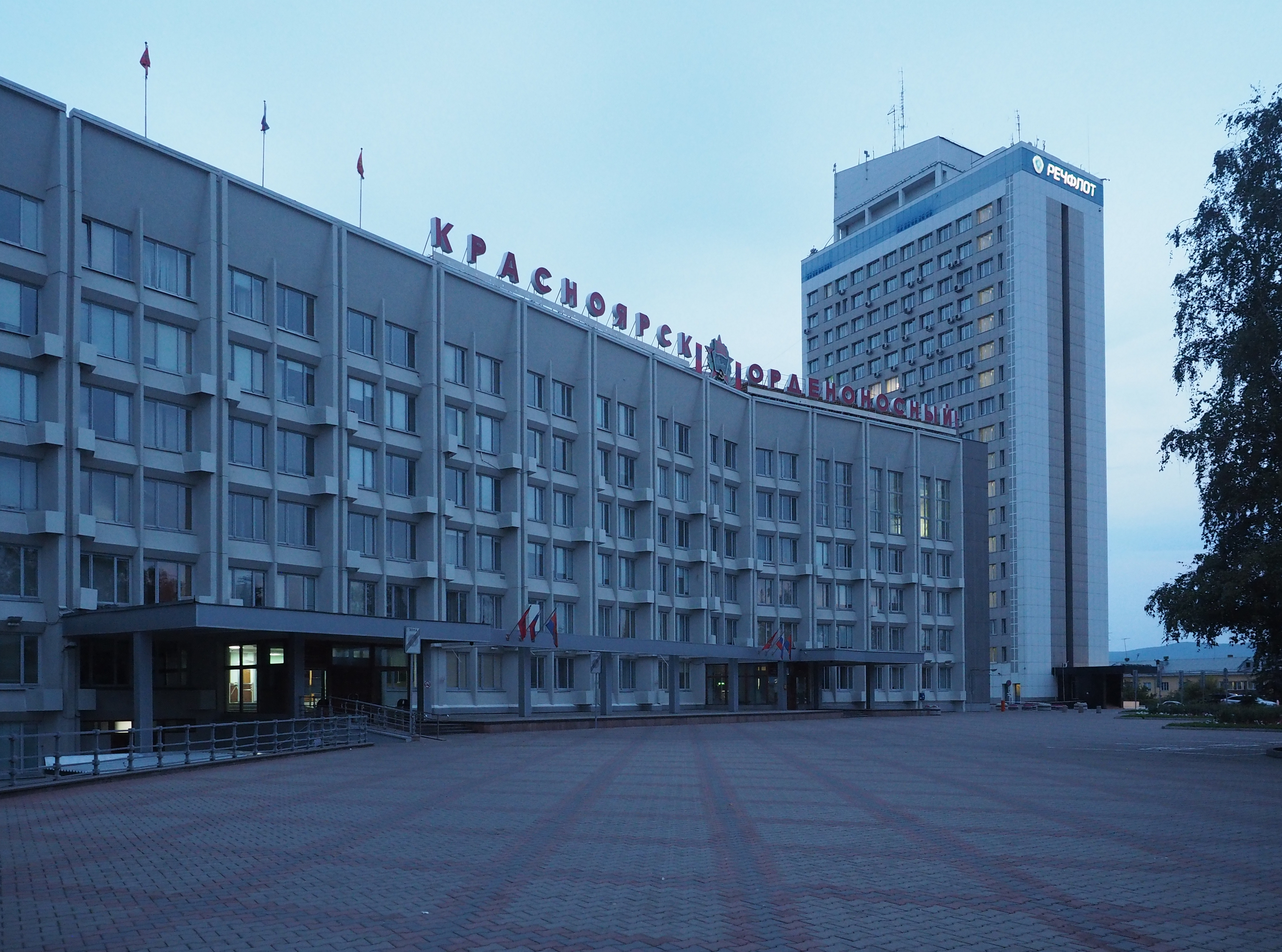
Красноярская администрация

В 1972—1980 годы создал Дом техники НТО в Красноярске. В 1973 году вместе В. И. Качиным предложил проект павильона остановки общественного транспорта в Студенческом городке в Красноярске, который в настоящее время не сохранился. В 1974—1985 годы совместно с Е. А. Ивановым и при участии Т. М. Изотовой спроектировал камерально-производственный корпус геологического управления в Красноярске. В 1984—1987 годы занимался благоустройством и озеленением нижней террасы набережной Енисея на ул. Дубровинского в Красноярске. В 1993—2003 годы создал проект здания банка «Енисей» на ул. Маркса, 77, в Красноярске. В 1994—1996 годы вместе с Д. Журавлёвым произвёл реконструкцию здания для «Мост-банка» в Красноярске на ул. Бограда, 15. В 1996—2002 годы в соавторстве А. Ю. Тропиным предложил проект жилого комплекса «Чайка» на ул. Дубенского, 6, в Красноярске. В 2000—2003 годы в соавторстве с А. А. Пилипенко реконструкция здания бывшей гостиницы автовокзала и проектирование торгового комплекса с административным блоком в Красноярске.
проекты и планировка учреждений культуры
В 1975—1984 годы руководитель авторского коллектива, где в соавторстве с Т. М. Изотовой спроектировал концертный комплекс Красноярской филармонии с Большим залом на 1 700 и Малым залом на 500 мест в Красноярске. В 1975—1986 годы был руководителем авторского коллектива занимавшегося застройкой и благоустройством площади Мира в Красноярске (на стрелке), где был возведён концертный комплекс на 2200 мест и в 1980—1986 годы в соавторстве с В. И. Коротковым, В. Л. Ривиным и А. С. Бакусовым филиал Центрального музея В. И. Ленина. В 1979—1993 годы совместно с Е. А. Ивановой и при участии Ю. И. Савина провёл реконструкцию и художественное оформление здания Театра музыкальной комедии в Красноярске. В 1986—1987 годы совместно с художниками Е. Г. Белоусовым, А. П. Золотухиным и С. Г. Иконниковым провёл реконструкцию и художественное оформление фасада и интерьеров Театра кукол в Красноярске. В 1991—1994 годы вместе с художником Е. Г. Белоусовым участвовал в реконструкции и художественном оформлении библиотеки в посёлке Овсянка. В 2000—2001 годы при участии художников Д. В. Удина, В. И. Фурса проведена реконструкция интерьеров и художественное оформление экспозиции Н. Н. Исаева «Сибирская церковная и художественная старина» в Красноярском краеведческом музее.
проекты памятников
В 1974—1978 годы совместно Ю. И. Савиным при участии скульптора Ю. П. Ишханова был создан мемориальный комплекс «Павшим в борьбе за советскую власть» на Красной площади в Красноярске. В 1974—1978 годы совместно скульптором Ю. П. Ишхановым разработан памятный мемориал «Кандальный путь» в Красноярске. В 1974—1985 годы в соавторстве с А. С. Брусяниным и Ю. П. Харловым, при участии Т. М. Изотовой был спроектирован мемориальный комплекс в сквере имени 30-летия Победы в Великой Отечественной войне в Красноярске, пл. Победы. В 1975 году вместе с П. Ф. Платовым и при участии скульптора Ю. П. Ишханова в Канске был создан памятник воинам, ушедшим на фронт. В 1975—1996 годы совместно со скульптором Ю. П. Ишхановым создан памятник А. П. Чехову в Красноярске. В 1999 году вместе со скульптором К. М. Зиничем сделана мемориальная доска М. С. Годенко на фасаде жилого дома на углу пр. Мира, 102 / ул. Диктатуры Пролетариата, в Красноярске. В 1997—2001 годы вместе со скульптором К. М. Зиничем создан мемориал воинам-сибирякам на 42-м километре Волоколамского шоссе под Москвой. В 1999—2000 годы в соавторстве Г. Ф. Андреевым и при участии скульптора К. М. Зинича проведена реконструкция мемориала в сквере имени 30-летия Победы в Великой Отечественной войне в Красноярске. В 2000 году вместе со скульптором Ю. В. Злотя создан памятник художнику А. Г. Поздееву в Красноярске (установлен на просп. Мира, 83). В 2001 году вместе со скульптором Ю. В. Злотей разработан проект памятника М. Ф. Решетнёву в Железногорске. В 2001—2003 годы создан проект реконструкции залов заседаний и холлов в здании администрации Красноярска.
проекты культовых сооружений
В 1994—1999 годы создана церковь святой Евдокии в селе Сизая. В 1996—2003 годы разработан проект домовой церкви во имя Веры, Надежды, Любови и матери их Софии при Красноярской краевой больнице. В 1997—2002 годы создан проект мемориальной часовни во имя Димитрия Солунского в честь памяти погибших сотрудников УВД Красноярского края. В 1998 году создана часовня во имя Иннокентия Иркутского в посёлке Овсянка. В 1998—2001 годах в сотрудничестве с А. А. Пилипенко проведена реконструкция часовой башни здания администрации города Красноярска. В 1998—2003 году создан проект церкви Сурб Саркис Армянской апостольской церкви в Красноярске. В 2001 году был разработан проект церкви во имя святого Георгия Грузинской православной церкви на пересечении улицы Сурикова и  Брянской улицы, который однако не был воплощён к жизнь.

## Выставки
В 1970 году в Доме архитектора Красноярское отделения Союза архитекторов СССР проходила персональная выставка рисунков и акварелей.
В 1976 году в Доме архитектора Красноярское отделения Союза архитекторов СССР проходила проходила персональная выставка «20-летие творческой деятельности архитектора А. С. Демирханова».
В 2003 году в Доме архитектора Красноярское отделения Союза архитекторов России проходила персональная выставка творческих работ, рисунков и акварелей.
В 2012 году в выставочном зале «Региональное отделение Урал, Сибирь и Дальний Восток Российской академии художеств» в Красноярске была выставлена экспозиция «Город. Здание. Путевые зарисовки» приуроченная к 80-летию А. С. Демирханова.

## Награды
- Заслуженный архитектор РСФСР (1977)[3][5].
- Почётный гражданин Красноярска (1995)[3][4][5].
- Медаль «За достижения в архитектуре Сибири» (1997)[9].
- Медаль Союза архитекторов России «За высокое зодческое мастерство» (1997)[3][5][9].
- Серебряная медаль Российской академии художеств (1999)[5][9].
- Медаль творческих союзов России к 200-летию А. С. Пушкина (1999)[9].
- Знак отличия «За заслуги перед городом Красноярском» (2000)[9].
- Народный архитектор Российской Федерации (2002) — за большие заслуги в области искусства[20].
- Премия «Наследие» (2003)[9].
- Золотой диплом участник Международного архитектурного фестиваля «Зодчество Восточной Сибири-2007»[2].
- Орден Почёта (2007)[2][21].
- Почётная грамота Губернатора края «За большой личный вклад в развитие культуры Красноярского края» (2012)[18]
- Почётные грамоты и дипломы Союза архитекторов[9].
- Почётный гражданин Красноярского края (10 октября 2019) — за личные выдающиеся достижения в области архитектуры и искусства, способствующие повышению авторитета и престижа Красноярского края[22][23][24].

## Интересные факты
- Фамилия Демирханова происходит от почётного прозвища «Темир-хан» — Железный хан, которое было данное его прадеду[6].
- Имя — Арэг в переводе с армянского означает «солнце». По словам Демирханова его имя часто искажали журналисты и чиновники: «то Арзэг напишут, а то Арык или Орех, — по четыре ошибки умудряются сделать в одном слове! Однажды пришлось столько документов важных переделывать…»[6].
- Любимый материал — дерево, поскольку считает его самым гигиеничным[6].
- Любимый тип архитектурного сооружения — атриум[6].

## Творчество
статьи
- Демирханов А. С. Моё любимое детище // Полвека в лицах и фактах : тем, кто служил Красноярскому театру музыкальной комедии, посвящается… / рук. проекта Ирина Нагибина ; ред. Татьяна Елинская. — Красноярск: Поликор, 2009. — 206 с.

Стихи
- Демирханов А. С. Ценность и чувства. Лирика [сборник стихов]. — Красноярск: Ситалл, 2005. — 156 с. (в оформлении использованы графические работы Давида Демирханова)

Альбомы
- Архитектор Арэг Демирханов [альбом творческих работ: архитектура, рисунок, акварель, поэзия] / Красноярская организация Союза архитекторов РФ; Администрация г. Красноярска. — Красноярск: Ситалл, 2004. — 96 с.
- Демирханов А. С. Городу и миру: архитектура, поэзия, фотография: альбом. — Красноярск: Ситалл, 2007. — 123 с.